# Dornier Do 318
Die Dornier Do 318 war ein Projekt eines militärischen Flugbootes der Dornier-Werke.
Entworfen wurde das Flugzeug 1943 als vergrößerte Weiterentwicklung der Dornier Do 24. Der Aufbau entsprach weitgehend dem der Do 24. Vorgesehen waren jedoch stärkere Bramo-323-Sternmotoren mit je 1200 PS. Das Flügelprofil war ein NACA 230. Das Projekt wurde nicht weiter verfolgt, es erfolgte keine Prototypenfertigung.

## Technische Daten
| Kenngröße             | Daten                                            |
| --------------------- | ------------------------------------------------ |
| Besatzung             | 5                                                |
| Länge                 | 24,0 m                                           |
| Spannweite            | 30,0 m                                           |
| Bootsbreite           | 3,0 m, 8,2 m mit Flügelstummeln                  |
| Höhe                  | 6,2 m                                            |
| Flügelfläche          | 126,0 m²                                         |
| Flügelstreckung       | 7,1                                              |
| Startmasse            | 18.000 kg (Seenotversion), 20.000 kg (Aufklärer) |
| Antrieb               | drei Bramo 323TA, je 1.200 PS (883 kW)           |
| Höchstgeschwindigkeit | 340 km/h                                         |